# Bashkirien
Stratigraphie
Serpukhovien Moscovien
Mississippien
| Permien                                            | Cisuralien                  | Assélien     | plus récent    |
| Carbonifère                                        | Pennsylvanien cf. Silésien  | Gzhélien     | 303.7 – 298.9  |
| Carbonifère                                        | Pennsylvanien cf. Silésien  | Kasimovien   | 307.0 – 303.7  |
| Carbonifère                                        | Pennsylvanien cf. Silésien  | Moscovien    | 315.2 – 307.0  |
| Carbonifère                                        | Pennsylvanien cf. Silésien  | Bashkirien   | 323.4 – 315.2  |
| Carbonifère                                        | Mississippien cf. Dinantien | Serpukhovien | 330.3 – 323.4  |
| Carbonifère                                        | Mississippien cf. Dinantien | Viséen       | 346.7 – 330.3  |
| Carbonifère                                        | Mississippien cf. Dinantien | Tournaisien  | 358.86 – 346.7 |
| Dévonien                                           | Supérieur                   | Famennien    | plus ancien    |
| Subdivision du Carbonifère selon l'ICS, août 2018. |                             |              |                |

Le Bashkirien est, dans l'échelle des temps géologiques de l'ICS, l'étage géologique inférieur du Pennsylvanien, sous-système du Carbonifère. Il est précédé du Serpukhovien et suivi par le Moscovien. Les âges estimés du début et de la fin du Bashkirien sont respectivement de 323,2 ± 0,4 Ma (millions d'années) et 315,2 ± 0,2 Ma.

## Nom
Le nom de l'étage est donné en référence à la Bachkirie (désormais le Bachkortostan), république de la fédération de Russie, située dans le sud de l'Oural. Le nom Bashkirien a été introduit par la géologue russe Sofia Semikhatova en 1934.

## Définition de l'étage
La base de l'étage correspond à l'apparition de l'espèce de conodontes Declinognathodus noduliferus. Le point stratotypique mondial, c'est-à-dire le stratotype de limite entre le Serpukhovien et le Bashkirien, est situé dans la formation de Battleship Wash, au Arrow Canyon, dans le Nevada.
Le Bashkirien contient six biozones basées sur des conodontes:
- la zone de Neognathodus atokaensis
- la zone de Declinognathodus marginodosus
- la zone de Idiognathodus sinuosus
- la zone de Neognathodus askynensis
- la zone de Idiognathoides sinuatus
- la zone de Declinognathodus noduliferus